# Peyrestortes
Peyrestortes település Franciaországban, Pyrénées-Orientales megyében. Lakosainak száma 1808 fő (2022. január 1.). Peyrestortes Espira-de-l’Agly, Rivesaltes, Perpignan, Saint-Estève és Baixas községekkel határos.

## Népesség
A település népességének változása:
| Lakosok száma | 1382 | 1341 | 1409 | 1427 | 1470 | 1527 | 1585 | 1690 | 1808 |
|               | 2013 | 2015 | 2016 | 2017 | 2018 | 2019 | 2020 | 2021 | 2022 |